# Bernard Bolzano
Bernard Bolzano (txec: Bernhard Placidus Johann Nepomuk Bolzano)  (Praga, 5 d'octubre de 1781 - Praga, 18 de desembre de 1848) va ser un matemàtic, lògic, filòsof i teòleg bohemi que va escriure en alemany i que va realitzar importants contribucions a les matemàtiques i a la teoria del coneixement.
En matemàtiques, se'l coneix pel teorema de Bolzano i el teorema de Bolzano-Weierstrass, que va esbossar com a lema d'un altre treball el 1817, que dècades després hauria de desenvolupar Karl Weierstrass. A la seva filosofia, Bolzano va criticar l'idealisme de Hegel i Kant afirmant que els nombres, les idees, i les veritats existeixen de manera independent a les persones que els pensin.

## Biografia
El 1796 Bolzano es va inscriure a la Facultat de Filosofia de la Universitat de Praga. A la tardor de 1800 va començar a estudiar Teologia, a la que va dedicar els següents tres anys, durant els quals també va preparar la seva tesi doctoral en Geometria. Aconseguí el doctorat el 1804, després d'haver redactat una tesi en què expressava la seva opinió sobre les Matemàtiques i sobre les característiques d'una correcta demostració matemàtica. En el pròleg va escriure: "No podria sentir-me satisfet per una demostració estrictament rigorosa, si aquesta no derivés dels conceptes continguts en la tesi que ha de demostrar." Dos anys després de ser nomenat doctor es va ordenar com a sacerdot catòlic romà.
La seva autèntica vocació era la docència, i el 1804 va obtenir la càtedra de Filosofia i Religió a la Universitat de Praga. Els seus ensenyaments estaven impregnades per forts ideals pacifistes i per una viva exigència de justícia política. A més, Bolzano gaudia, per les seves qualitats intel·lectuals, d'un enorme prestigi entre els seus col·legues professors i entre els estudiants. Després d'algunes pressions del govern austríac, el 1819 Bolzano va ser acusat d'heretgia i sota arrest domiciliari se li va prohibir publicar. Malgrat la censura del govern, els seus llibres es van publicar fora de l'Imperi austríac i Bolzano va seguir escrivint i ocupant un important paper dins de la vida intel·lectual del seu país.
Bolzano va escriure el 1810 Beiträge zu einer begründeteren Darstellung der Mathematik. Erste Lieferung, la primera d'una sèrie programada d'escrits sobre fonaments de les matemàtiques. A la segona part trobem Der binomische Lehrsatzl de 1816 i Rein analytischer Beweis (Pura demostració matemàtica) de 1817, que contenen un intent d'impostació del càlcul infinitesimal que no recorre al concepte d'infinitesimal. En el pròleg del primer de tots dos declara que el seu treball és un exemple de la nova manera de desenvolupar l'anàlisi matemàtica. En el treball de 1817 Bolzano entenia que alliberava els conceptes de límit, convergència i derivada de nocions geomètriques, substituint-les per conceptes purament aritmètics i numèrics.
Bolzano era conscient de l'existència d'un problema més profund: era necessari refinar i enriquir el mateix concepte de nombre. En aquest treball cal situar la demostració del teorema del valor intermedi amb la nova aproximació de Bolzano, concepte que apareix en un treball de Augustin Louis Cauchy aparegut quatre anys després.
Després de 1817, Bolzano va estar molts anys sense publicar res relacionat amb les matemàtiques. No obstant això, el 1837, va publicar Wissenschaftslehre, un intent d'elaborar una teoria del coneixement i de la ciència completa. Bolzano va intentar proporcionar fonaments lògics a totes les ciències, construïdes partint d'abstraccions, d'objectes abstractes, d'atributs, de construccions de demostracions, vincles... La major part d'aquests intents reprenen aquests treballs anteriors que afecten la relació objectiva entre les conseqüències lògiques i la nostra percepció purament subjectiva d'aquestes conseqüències. Aquí s'apropa a la filosofia de les matemàtiques. Per Bolzano, no tenim cap certesa quant a les veritats, o a les suposades com a tals, de la naturalesa o de les matemàtiques, i precisament el paper de les ciències, tant pures com aplicades és trobar una justificació de les veritats fonamentals, que sovint contradiuen les nostres intuïcions. Entre 1830 i 1840, Bolzano va treballar en una obra major, Grössenlehre en què tractarà de reinterpretar tota la matemàtica sota bases lògiques. Només va arribar a publicar una part, esperant que els seus alumnes prosseguissin la seva obra i publiquessin una versió completa.
El 1854, tres anys després de la seva mort, un alumne seu va publicar l'obra de Bolzano Paradoxien des Unendlichen, un estudi sobre les paradoxes de l'infinit. Apareix per primera vegada el terme "conjunt", en la forma alemanya Menge. En aquest treball Bolzano aporta exemples de correspondència biunívoca entre els elements d'un conjunt infinit i fins i tot d'un subconjunt. La major part dels treballs de Bolzano van romandre en forma de manuscrit, pel que va haver una circulació molt reduïda i una escassa influència en el desenvolupament de la matèria. Moltes de les seves obres no es van publicar fins a 1862 i fins i tot després.
Les teories de Bolzano sobre l'infinit matemàtic van anticipar les de Georg Cantor sobre conjunts infinits.

## Treballs
El treball de Bolzano (publicat de forma pòstuma) Paradoxien des Unendlichen (Les paradoxes de l'infinit) (1851) fou lloat per la major part dels estudiosos de la lògica posteriors, incloent-hi Charles Sanders Peirce, Georg Cantor, i Richard Dedekind. Nogensmenys, la fama arribà a Bolzano de la mà del seu treball de 1837 Wissenschaftslehre (Teoria de la ciència). Aquesta obra de quatre volums no només cobria l'àmbit de la filosofia de la ciència en el seu sentit actual sinó que també abordava la lògica, l'epistemologia i la pedagogia de la ciència. Altres treballs de Bolzano són els quatre volums del Lehrbuch der Religionswissenschaft (Llibre de text de la ciència i la religió) i el treball sobre metafísica Athanasia, una defensa de la immortalitat de l'ànima. Bolzano també va fer treballs molt valuosos en matemàtiques que foren pràcticament desconeguts fins que Otto Stolz els redescobrí i tornà a publicar el 1881.

### Wissenschaftslehre
En el seu treball de 1837 Wissenschaftslehre, Bolzano va intentar proporcionar fonaments lògics per a totes les ciències a partir d'abstraccions. Aquests intents van ser bàsicament una extensió dels seus pensaments anteriors a la filosofia de les matemàtiques. Per exemple, a Beiträge (1810) ja va posar èmfasi en la distinció entre la relació objectiva entre les conseqüències lògiques i el nostre reconeixement subjectiu d'aquestes connexions. Per Bolzano, només percebem la confirmació de les veritats naturals o matemàtiques, però és responsabilitat de la ciència (tant pura com aplicada) buscar-ne la justificació, en termes de les veritats fonamentals (siguin o no evidents per a les nostres intuïcions).

#### Introducció a Wissenschaftslehre
Bolzano comença el seu treball definint el seu concepte de teoria de la ciència i la relació entre els nostres coneixements, les veritats i les ciències. El coneixement humà, afirma, es compon de totes les veritats (o proposicions veritables) que els homes coneixen o han conegut. Això és, però, només una fracció molt petita de totes les veritats universals, però són alhora massa veritats per ser compreses per un sol ésser humà. Per tant, el nostre coneixement es divideix en parts més accessibles. Cada col·lecció d'aquestes veritats és el que Bolzano anomena una ciència (Wissenschaft). És important tenir en compte que no totes les proposicions veritables d'una ciència han de ser conegudes per als homes; per tant, es tracta de com podem fer descobriments en una ciència. Però com saber on dividir el nostre coneixement, és a dir, quines veritats pertanyen a cada ciència? Bolzano explica que en última instància, hem de respondre aquesta pregunta a través de la reflexió, però que les normes resultants de com dividir el nostre coneixement en ciències serà una ciència en si mateixa. Aquesta ciència, que ens diu com agrupar les veritats i com s'han d'explicar en un llibre de text, és la teoria de la ciència (Wissenschaftslehre).

#### Metafísica
Al Wissenschaftslehre, Bolzano se centra principalment en tres àmbits:
- El regne del llenguatge, que consisteix en paraules i frases.
- El regne del pensament, que consisteix en les idees i judicis subjectius.
- El regne de la lògica, que consisteix en les idees objectives (o idees en si mateixes) i les proposicions en si mateixes.

Bolzano dedica una gran part de la Wissenschaftslehre a una explicació d'aquests regnes i les seves relacions.
Dues distincions tenen un paper prominent en el seu sistema. En primer lloc, la distinció entre les parts i el tot. Per exemple, les paraules són parts de frases, les idees subjectives són parts dels judicis i les idees objectives són parts de les proposicions en si mateixes. En segon lloc, tots els objectes es divideixen en les seves parts existents, és a dir aquelles causalment connectades i situades en el temps i/o l'espai, i els no existents. Bolzano defensa que el regne de la lògica està poblat per objectes d'aquest últim tipus.

#### Satz an sich
Satz an sich (proposició en si mateixa) és una noció bàsica al Wissenschaftslehre de Bolzano. S'introdueix ja des dels primers capítols, en la secció 19. Bolzano comença introduint les nocions de proposició (parlada o escrita o pensada o en si mateixa) i d'idea (parlada o escrita o pensada o en si mateixa). "L'herba és verda" és una proposició (Satz): en aquesta disposició de les paraules, es diu o s'afirma alguna cosa. "Herba", però, és només una idea (Vorstellung). Alguna cosa està representada, però no s'hi afirma res. La noció de proposició de Bolzano és força àmplia: "Un rectangle és rodó" és una proposició (tot i que és falsa, en virtut d'una auto-contradicció) perquè està composta d'una manera intel·ligible a partir de parts intel·ligibles.
Bolzano no dona una definició completa d'una Satz an Sich (proposició en si mateixa) però ens dona informació suficient per comprendre el que vol dir amb això. Una proposició en si mateixa:
- (i) no té existència (és a dir: no té posició en l'espai ni el temps)
- (ii) és vertadera o falsa, independent que hom sàpiga o cregui que és vertadera o falsa, i
- (iii) és el que és "captat" per éssers pensants.

Per tant, una frase escrita com "Sòcrates és savi" capta una proposició en si mateixa, és a dir, la proposició [Sòcrates és savi]. La frase escrita existeix (té un lloc determinat en un moment determinat, és a dir la pantalla de l'ordinador en aquest mateix moment) i expressa la proposició en si mateixa, que és en l'àmbit de les coses en si (és a dir, an Sich). Val la pena notar que l'ús que fa Bolzano del terme an Sich difereix molt del que en fa Immanuel Kant quan tracta el Noümen.
Tota "proposició en si mateixa" es compon de les "idees en si mateixes" (per simplificar, utilitzarem el terme "proposició" en el sentit de "proposició en si mateixa" i "idea" per fer referència a "idea objectiva" o "idea en si mateixa"). Les idees es defineixen negativament en les parts d'una proposició que no són proposicions en si mateixes. Una proposició consisteix en almenys tres idees: una idea subjecte, una idea predicat i el nexe (en l'exemple, el verb "és"). Tot i que hi ha proposicions que contenen proposicions, no les considerarem ara per ara.
Bolzano identifica certs tipus d'idees. Hi ha idees simples que no tenen parts (com a exemple Bolzano utilitza [quelcom]), però també hi ha idees complexes que consten d'altres idees (Bolzano utilitza l'exemple [res], que consisteix en les idees [no] i [quelcom]). Les idees complexes poden tenir el mateix contingut (és a dir, les mateixes parts) sense ser el mateix, si els seus components estan connectats de manera diferent. La idea [Una ploma negra amb tinta blava] és diferent de la idea [Una ploma blava amb tinta negra], encara que les parts de les dues idees són idèntiques.

#### Les idees i els objectes
És important entendre que una idea no necessita tenir un objecte. Bolzano utilitza objecte per denotar alguna cosa que està representada per una idea. Una idea que té un objecte representa aquest objecte. No obstant això, una idea que no té un objecte no representa res. (Que la terminologia no porti a confusió: una idea sense objecte és una idea sense una representació.)
Considerem, per a una explicació més detallada, un exemple utilitzat per Bolzano. La idea [un quadrat rodó] no té un objecte, perquè l'objecte que ha de ser representat és auto-contradictori. Un exemple diferent és la idea [res], que certament no té un objecte. No obstant això, la proposició [la idea d'un quadrat rodó té complexitat] té com a objecte-idea [la idea d'un quadrat rodó]. Aquest objecte té idea d'un objecte, és a dir, la idea [un quadrat arrodonit]. No obstant això, aquesta idea no té un objecte.
A més de les idees sense objecte, hi ha idees que tenen només un objecte. Per exemple, la idea [el primer home a la Lluna] representa només un objecte. Bolzano anomena a aquestes idees "idees singulars". Òbviament també hi ha idees que tenen molts objectes (per exemple, [els habitants d'Amsterdam]) i fins i tot un nombre infinit d'objectes (per exemple, [nombre primer]).

#### La sensació i les idees simples
Bolzano té una teoria complexa sobre com som capaços de percebre les coses. Explica la sensibilitat a través de la noció, en alemany anomenada Anschauung. Una noció és una idea simple, que té un sol objecte (Einzelvorstellung), però a més d'això, també és única (Bolzano necessita això per explicar la sensació). Les nocions (Anschauungen) són idees objectives, que pertanyen al regne an Sich, el que significa que no tenen existència.
Per Bolzano, el que passa quan hom detecta un objecte realment existent (per exemple, una rosa) és la següent: els diferents aspectes de la rosa, de la mateixa manera que la seva aroma i el seu color, causen en el receptor un canvi. Aquest canvi vol dir que hom té la ment en un estat diferent abans i després de la percepció. Així que la sensació és de fet del canvi en l'estat mental. Com es relaciona això amb els objectes i les idees? Bolzano explica que aquest canvi en la ment és essencialment una idea simple (Vorstellung), com "aquesta olor" (d'aquesta rosa en particular). Aquesta idea representa; té per objecte el canvi. A més de ser senzill, aquest canvi també ha de ser únic. Això es deu al fet que, literalment, no es pot tenir la mateixa experiència dues vegades com tampoc dues persones que olorin la mateixa rosa al mateix temps tindran exactament la mateixa experiència d'aquesta olor (encara que seran similars). Així que cada sensació única causa una sola (nova) idea única i simple amb un canvi en particular com el seu objecte. Ara, aquesta idea en la ment és una idea subjectiva, el que significa que hi és en un moment determinat. Té existència. Però aquesta idea subjectiva ha de correspondre a, o ha de contenir, una idea objectiva. Aquí és on Bolzano porta a nocions (Anschauungen); que són les idees simples, úniques i objectives que es corresponen amb les nostres idees subjectives dels canvis causats per la sensació. Així que per a cada sensació única possible, hi ha una idea objectiva corresponent. Esquemàticament tot el procés és així: cada vegada hom olora una rosa, la seva olor l'hi provoca un canvi. Aquest canvi és l'objecte de la seva idea subjectiva d'aquesta olor particular. Aquesta idea subjectiva correspon a la noció o Anschauung.

#### Lògica
Segons Bolzano, totes les proposicions es componen de tres elements (simples o complexes): un subjecte, un predicat i un nexe. Pel que fa al nexe, Bolzano prefereix el verb "tenir" al verb "ésser". La raó d'això és que "tenir", al contrari que "ésser", pot connectar un terme concret, com "Sòcrates", a un terme abstracte com "calbesa". "Sòcrates té calbesa" és, segons Bolzano, preferible a "Sòcrates és calb", perquè aquesta última forma és menys bàsica: "calb" es compon dels elements "quelcom", "que", "té" i "calbesa". Bolzano també redueix proposicions existencials: "Sòcrates existeix" passa a "Sòcrates té existència (Dasein)".
El concepte de "variacions" té un paper important en la teoria lògica de Bolzano. Diverses relacions lògiques es defineixen en termes dels canvis en el valor de veritat que les proposicions incorren quan les seves parts no lògiques són reemplaçades per d'altres. Les proposicions analítiques lògiques, per exemple, són aquelles en què totes les parts no lògiques poden ser substituïdes sense canvi de valor de veritat. Dues proposicions són "compatibles" (verträglich) respecte a un dels seus components si hi ha almenys un terme que pot ser inserit i que les faria ambdues veritables. Una proposició Q és "deduïble" (ableitbar) a partir d'una proposició P, respecte a alguna de les seves parts no lògiques, si la substitució de les parts que fan P certa també fan Q certa. Si una proposició és deduïble d'una altra respecte a totes les seves parts no lògiques, Bolzano l'anomena "lògicament deduïble". A més de la relació de deduïbilitat, Bolzano també té una relació més estricta de "conseqüència" (Abfolge). Això és una relació asimètrica que obté entre proposicions veritables, quan una de les proposicions no només és deduïble a partir de l'altra, sinó que també s'explica per l'altra.

#### Veritat
Bolzano distingeix cinc significats en els mots "veritat", "veritable" i "certesa" tal com s'usen en el parlar comú, i els classifica per tal d'evitar confusions en ordre de correctesa. Val a dir que en català, l'ús de diversos mots permet separar el que en alemany original queda reduït a un mateix mot.
I. Significat objectiu abstracte: Veritat significa un atribut que pot aplicar-se a una proposició, principalment a una proposició en si mateixa, és a dir, l'atribut sobre la base que la proposició expressa alguna cosa que en realitat és com s'expressa. Antònim: falsedat.
II. Significat objectiu concret: (Una) Veritat significa una proposició que té la veritat com a atribut en el sentit objectiu abstracte. Antònim: (una) mentida.
III. Significat subjectiu: (Una) Certesa significa un judici correcte. Antònim: (un) error.
IV. Significat col·lectiu: Veritat significa un cos o multiplicitat de proposicions veritables o certeses (per exemple, la veritat bíblica).
V. Significat impropi: Veritable significa un objecte que és el que indica alguna denominació que sigui. (Per exemple, el Déu veritable). Antònims: fals, irreal.
La preocupació principal de Bolzano és amb el significat objectiu concret: les veritats objectives concretes o veritats en si mateixes. Totes les veritats en si mateixes són una mena de proposicions en si mateixes. No existeixen, és a dir, que no tenen una situació espacial i temporal com el pensament i les proposicions parlades. No obstant això, certes proposicions tenen l'atribut de ser veritats en si mateixes. Segons Bolzano, ser una proposició pensada no és part del concepte de veritat en si mateixa, sense perjudici que, donada l'omnisciència de Déu, totes les veritats en si mateixes són alhora veritats pensades. Els conceptes de "veritat en si mateixa" i de "veritat pensada" són intercanviables, ja que s'apliquen als mateixos objectes, però no són idèntics.
Bolzano ofereix com la definició correcta de veritat (objectiva abstracta) la següent: una proposició és vertadera si expressa alguna cosa que s'aplica al seu objecte. Al seu torn, ofereix com a definició correcta de veritat (objectiva concreta): una proposició que expressa alguna cosa que s'aplica al seu objecte. Aquesta definició s'aplica a les veritats en si mateixes, en lloc de a les veritats pensades o veritats conegudes, ja que cap dels conceptes que figuren en aquesta definició estan subordinats a un concepte d'alguna cosa pensada o coneguda.
Bolzano demostra a §§31-32 de la Wissenschaftslehre tres coses:
A. Hi ha almenys una veritat en si mateixa (significat objectiu concret):

1. No existeixen proposicions veritables (hipòtesi)

2. 1. és una proposició (obvi)

3. 1. és cert (se suposa) i fals (a causa de 1.)

4. 1. és contradictori en si mateix (a causa de 3.)

5. 1. és fals (a causa de 4.)

6. Hi ha almenys una proposició veritable (a causa de 1. i 5.)

B. Hi ha més d'una veritat en si mateixa:

7. Només hi ha una veritat en si mateixa, és a dir, A és B (hipòtesi)

8. A és B és una veritat en si mateix (a causa de 7.)

9. No hi ha altres veritats en si mateixes, a part d'A és B (a causa de 7.)

10. 9. és una proposició veritable / una veritat en si mateixa (a causa de 7.)

11. Hi ha dues veritats en si mateixes (a causa de 8. i 10.)

12. Hi ha més d'una veritat en si mateixa (a causa de 11.)

C. Hi ha un nombre infinit de veritats en si mateixes:

13. Només hi ha n veritats en si mateixes, és a dir, A és B és .... és Z (hipòtesi)

14. A és B és .... és Z són N veritats en si mateixes (a causa de 13.)

15. No hi ha altres veritats a part d'A és B és .... és Z (a causa de 13.)

16. 15. és una proposició veritable / una veritat en si mateixa (a causa de 13.)

17. Hi ha n + 1 veritats en si mateixes (a causa de 14. i 16.)

18. Els passos de l'1 al 5 es poden repetir per n + 1, el que resulta en n + 2 veritats i així successivament sense fi (perquè n és una variable)

19. Hi ha un nombre infinit de veritats en si mateixes (a causa de 18.)

#### Judicis i coneixements
Una veritat coneguda té com les seves parts (Bestandteile) una veritat en si mateixa i un judici (Wissenschaftslehre §26). Un judici és un pensament que afirma una proposició vertadera. En jutjar (almenys quan la matèria del judici és una proposició veritable), s'està connectat a la idea d'un objecte de certa manera amb la idea d'una característica (§ 23). En els judicis veritables, la relació entre la idea de l'objecte i la idea de la característica és una relació real (existent) (§28).
Tot judici té com a tema una proposició, que és vertadera o falsa. Tot judici existeix, però no "für sich" (per si). Els judicis, en contrast amb les proposicions en si mateixes, depenen de l'activitat mental subjectiva. No totes les activitats mentals, però, han de ser un judici; cal recordar que tots els judicis han de ser vertaders o falsos. Enunciats simples o pensaments són exemples d'activitats mentals que no necessàriament necessiten ser declarades (behaupten) i, per tant, no són judicis (§ 34).
Els judicis que tenen com el seu objecte proposicions veritables són anomenats per Bolzano cognicions (§ 36). Les cognicions també depenen de la matèria i per tant, a diferència de les veritats en si mateixes, sí permeten graus; una proposició pot ser més o menys coneguda, però no pot ser més o menys certa. Tot coneixement implica necessàriament un judici, però no tot judici és necessàriament coneixement, perquè també hi ha judicis que no són certs. Bolzano sosté que no hi ha coses com ara falsos coneixements, només hi ha judicis falsos (§ 34).

## Matemàtiques
Bolzano va fer un gran nombre de contribucions originals i valuoses en matemàtiques. El seu major mèrit fou el de posar en consciència de la comunitat matemàtica que, de manera contrària a la pràctica comuna al seu temps, era millor no incloure idees intuïtives a les matemàtiques. De fet, va ser un dels primers matemàtics de la història en dotar de rigor l'anàlisi matemàtica (que autors com Carl Friedrich Gauss treballaven amb poc rigor en les demostracions, fet que portava a resultats, sense saber-ho llavors, falsos). Amb aquesta finalitat, Bolzano va publicar Beyträge zu einer begründeteren Darstellung der Mathematik (1810), Der binomische Lehrsatz (1816) i Rein analytischer Beweis (1817). Aquesta manera de fer, però, no va ser posada en valor fins cinquanta anys després, quan cridaren l'atenció de Karl Weierstrass.
En els fonaments de l'anàlisi va contribuir a la introducció rigorosa de la definició (ε, δ) de límit. També fou el primer en descobrir la completesa dels nombres reals. Com altres autors del seu temps, era escèptic respecte els infinitesimals de Leibniz. La noció de límit per Bolzano era similar a l'actual: que un límit, més que una relació entre infinitesimals, s'havia d'explicar en terms de com una variable dependent s'apropa a una quantitat definida contra com una variable independent s'apropa a una altra quantitat.
Bolzano també va donar la primera prova purament analítica del Teorema Fonamental de l'Àlgebra, demostrat per primera vegada per Gauss a partir de consideracions geomètriques. També donà la primera demostració purament analítica del Teorema del valor intermedi (conegut també com a Teorema de Bolzano). Bolzano és conegut també pel Teorema de Bolzano-Weierstrass, que Karl Weierstrass va desenvolupar de manera independent a Bolzano anys després que ell i que fou anomenat "Teorema de Weierstrass" fins que la demostració anterior feta per Bolzano fou redescoberta.

## Llegat filosòfic
L'impacte dels seus treballs en filosofia tingueren poca influència al principi, tot i que algun autor qüestiona aquesta afirmació. No obstant, foren redescoberts per Edmund Husserl i Kazimierz Twardowski, ambdós estudiants de Franz Brentano, i des d'aleshores Bolzano ha estat una influència formativa molt important tant en l'àmbit de la fenomenologia com de la filosofia analítica.